# 무주우체국
무주우체국(茂朱郵遞局)은 과학기술정보통신부 우정사업본부 전북지방우정청 소속의 우편물 취급기관이다.

## 연혁
- 1910년 9월 26일: 무주우편소 개소
- 1950년 1월 12일: 무주우체국으로 개칭
- 1971년 4월 1일: 사무관국 승격
- 2000년 12월 4일 : 집배광역화를 위해 무주군 안성면 우편구역을 무주우체국으로 통합[1]
- 2001년 8월 16일: 무주구천동우편취급소 신설[2]
- 2014년 1월 1일: 우편구역을 다음과 같이 고시[3]

| 배달국         | 배달구역        | 구역번호      |
| -------------- | --------------- | ------------- |
| 무주우체국     | 무주읍 · 적상면 | 55505 ~ 55533 |
| 무주설천우체국 | 설천면 · 무풍면 | 55544 ~ 55563 |
| 무주안성우체국 | 안성면          | 55534 ~ 55543 |
| 무주부남우체국 | 부남면          | 55500 ~ 55504 |

- 2004년 7월 5일: 신청사(지상4층, 지하2층)를 완공
- 2014년 10월 21일: 무주구천동우편취급국 위탁계약 해지 및 재개국[4]
- 2016년 9월 1일: 무주무풍우체국 점심시간 휴무 시행[5]
- 2018년 4월 1일: 무주구천동우편취급국 폐국[6]

## 관할 우체국
| 우체국명             | 사진 | 주소                                       | 비고                                     |
| -------------------- | ---- | ------------------------------------------ | ---------------------------------------- |
| 무주구천동우편취급국 |      | 전북특별자치도 무주군 설천면 구천동1로 158 | 2001년 8월 16일 신설 2018년 4월 1일 폐국 |
| 무주무풍우체국       |      | 전북특별자치도 무주군 무풍면 현내로 230    | 점심시간 휴무 시행                       |
| 무주부남우체국       |      | 전북특별자치도 무주군 부남면 대소길 24     | 별정우체국                               |
| 무주설천우체국       |      | 전북특별자치도 무주군 설천면 무설로 1606   |                                          |
| 무주안성우체국       |      | 전북특별자치도 무주군 안성면 시장윗길 6    |                                          |
| 무주적상우체국       |      | 전북특별자치도 무주군 적상면 적상산로 24   |                                          |